# Ovo (álbum)
OVO (también conocido como OVO: The Millennium Show) es un álbum de banda sonora (aunque no en referencia a una película) del cantante y músico inglés Peter Gabriel y su undécimo álbum en general. Fue lanzado el 12 de junio de 2000 por Real World Records como un trabajo comisionado para el Millennium Dome Show, un espectáculo de rendimiento multimedia que se ejecutó 999 veces en el Millennium Dome de Greenwich, Londres, entre el 1 de enero y el 31 de diciembre de 2000.

## Desarrollo
Gabriel ya estaba trabajando en las canciones para su álbum de 2002 Up, que fue programado para su lanzamiento en 2001 en ese momento, cuando comenzó a trabajar en OVO: "'OVO' iba a ser un desvío de seis meses. Al final me tomó dos años". Inicialmente, el músico trabajó simultáneamente en UP y OVO durante unos meses, por separado con los ingenieros Richard Chappell y Richard Evans, respectivamente. Sin embargo, en noviembre de 1998, ambos ingenieros decidieron concentrarse en completar la banda sonora de OVO, por lo que el trabajo en UP se suspendió temporalmente.
Mark Fisher, director creativo de Millennium Dome, le había pedido a Gabriel que escribiera la música para el show de Millennium Dome. Gabriel acordó trabajar en el proyecto como colaborador: "Le dije a Mark que si quería un colaborador completo para crear algo con una historia e ideas visuales, entonces me encantaría hacerlo. El atractivo era que era un gran proyecto que ofrecía el capacidad para soñar algunas locuras, y había un presupuesto allí para pagarlo". La mala imagen pública y los problemas que giraban en torno al Millennium Dome fueron tomados por Gabriel como un desafío: "Sabía en lo que estaba entrando y que era un proyecto bastante impopular. Pero el hecho de que fuera controvertido fue en realidad lo que me atrajo".

## Composición
Al comparar el álbum con Up de 2002, Gabriel vio una serie de diferencias: "Es referente a la música folk, y hay elementos futuristas con los que normalmente no trabajaría. 'OVO' tiene un enfoque externo, mientras que el otro álbum en el que estaba trabajando está más enfocado internamente. El tema "diferentes versiones de Gran Bretaña" despertó el interés de Gabriel: "Era la visión tradicional de un blanco con referencias populares de lo que sabía muy poco y tuve que investigar. Luego estaba la Gran Bretaña contemporánea, y el objetivo era incluir elementos asiáticos, africanos, caribeños e irlandeses de lo que ahora es una sociedad muy multicultural".
Gabriel eligió deliberadamente el rap como género en la canción de apertura, "La historia de OVO", donde el cantante Neneh Cherry y el rapero Rasco narran la historia: "Quería que fuese atractivo para los niños, y el rap parece que sea la música No. 1 en estos días. 